# Semiochemikalien
Semiochemikalien (von semeion, Signal, seltener Infochemikalien) sind Botenstoffe, die der chemischen Kommunikation zwischen den Individuen einer Art oder zwischen verschiedenen Arten dienen. Der Begriff wurde 1971 von J. H. Law und F. E. Regnier eingeführt.

## Einteilung
Semiochemikalien können in Pheromone und Allelochemikalien eingeteilt werden. Pheromone dienen der intraspezifischen Kommunikation zwischen Organismen einer Art, Allelochemikalien der interspezifischen Kommunikation.
Die Einteilung der Allelochemikalien, die auch als Xenomone bezeichnet wurden, erfolgt in Allomone, die dem Sender nützen, Kairomone, die dem Empfänger nützen und Synomone, die beiden nützen. Der Begriff Allomone ist eine Ableitung aus dem Begriff Alloiohormon, der schon 1932 von Albrecht Bethe mit derselben Bedeutung vorgeschlagen wurde.
Daneben gibt es noch Apneumone (von griechisch a-pneuma für atemlos oder leblos). Dieses sind chemische Substanzen, die von unbelebtem Material emittiert werden und die vorteilhaft für einen Organismus sind, aber nachteilige Reaktionen bei einem anderen Organismus hervorrufen.
Die Einteilung der Semiochemikalien ist rein funktional. So kann ein Molekül sowohl als Pheromon, als Kairomon und als Allomon oder Synomon wirken. So verbreiten fouragierende Honigbienen den Duft von (Z)-11-Eicosen-1-ol. Bienenwolfweibchen nutzen dieses Bienenpheromon als Kairomon, um Honigbienen zu erbeuten. Die Bienenwolfmännchen wiederum nutzen diese Komponente und damit die existierende sensorische Präferenz der Weibchen für Bienenduft als Teil ihres Sexualpheromoncocktails, um die Bienenwolfweibchen anzulocken.